# Hedychrum nobile
Hedychrum nobile (лат.) — вид ос-блестянок из подсемейства Chrysidinae (триба Elampini).

## Описание
Пестрые металлически блестящие осы длиной от 4 до 10 мм. Голова самок зеленовато-синяя, грудь красно-золотая, снизу и сзади сине-зелёного цвета. Изредка встречаются экземпляры с полностью зелёной грудью. Мезонотум и пронотум самцов красный. Задняя часть тела обоих полов окрашен в красно-золотые цвета, иногда также сине-зелёный или фиолетовый.

## Экология
Летают с середины июня по сентябрь. Обычны в песчаных биотопах, на стенах и каменистых склонах. Паразитируют на осах рода Cerceris, например, Cerceris arenaria, Cerceris rybyensis, Cerceris quinquefasciata, Cerceris ruficornis и Cerceris quadricincta.

## Распространение
Северная Африка, Европа, северная Евразия.